# La Veguellina (Valverde-Enrique)
La Veguellina es una localidad española del municipio de Valverde-Enrique, en la provincia de León, comunidad autónoma de Castilla y León. Según el INE, en 2023 cuenta con una población de 3 habitantes.

## Ubicación
La localidad está situada junto a la carretera nacional N-120, que conecta las ciudades de Logroño y Vigo.

## Demografía
Según los datos actualizados del INE en 2023, La Veguellina cuenta con una población de 3 habitantes, de los cuales 1 es hombre y 2 mujeres.